# Nusa eos
Nusa eos är en tvåvingeart som beskrevs av Jason Gilbert Hayden Londt 2006. Nusa eos ingår i släktet Nusa och familjen rovflugor.
Artens utbredningsområde är Etiopien. Inga underarter finns listade i Catalogue of Life.